# Ханларова, Зейнаб Яхья кызы
Зейнаб Яхья кызы Ханларова (азерб. Zeynəb Yəhya qızı Xanlarova; род. 28 декабря 1936, Баку) — советская, азербайджанская певица (лирическое сопрано), общественный деятель. Народная артистка СССР (1980).

## Биография
Зейнаб Ханларова родилась 28 декабря 1936 года в Баку. Была самой младшей из пятерых детей в семье нефтяника Яхьи и домохозяйки Периджаган Ханларовых. Ещё в детские годы отец привил Зейнаб любовь к восточной поэзии, являющейся неотъемлемой частью мугамов. В свободное время участвовала в кружке художественной самодеятельности в местном Дворце пионеров.
Училась в школе № 161 Баку. В 1956 году закончила Бакинскую педагогическую школу им. М. А. Сабира. Будучи ученицей школы, участвовала в самодеятельности, на школьных мероприятиях исполняла мугамы: обучаясь на последнем курсе в педшколе, в 1955 году, вместе с коллективом выступила в Филармонии с азербайджанской народной песней «Азербайджан маралы»; её исполнение высоко оценили Афрасияб Бадалбейли, Джахангир Джахангиров и Гамбар Гусейнли. По их рекомендациям, по окончании педагогической школы сразу поступила в Бакинское музыкальное училище имени Асафа Зейналлы, которое окончила в 1961 году. Учителем мугама стал ханенде С. И. Шушинский. Ханенде обучал певицу не только музыке, но и сценическому поведению. С. Шушинский решил провести эксперимент, предложив исполнить Зейнаб мугам «Чаргях», хотя тот считался исключительно мужским мугамом. В 1960 году она стала первой женщиной, исполнившей «Чаргях»; запись этого мугама в её исполнении до сих пор хранится в Золотом фонде Азербайджанского радио.
С 1961 года, по приглашению Шамси Бадалбейли стала солисткой Азербайджанской государственной филармонии имени М. Магомаева, а также выступала на сцене Азербайджанского театра оперы и балета им. М. Ф. Ахундова.
С 1975 года — художественный руководитель ансамбля народных инструментов. Среди участников ансамбля были народные артисты Вели Кадымов (кларнет), Автандил Исрафилов (гармонь), Садых Зарбалиев (гоша нагара), Замик Алиев (тар), заслуженные артисты Адалят Везиров (кеманча), Ибрагим Касумов (уд), Алмаз Кулиев (нагара) и другие.

### Творчество
Творческая манера отличается артистизмом и темпераментом. В своих выступлениях часто использует танцевальные элементы, в исполнении песен ей присущи рулады и гайнатма.

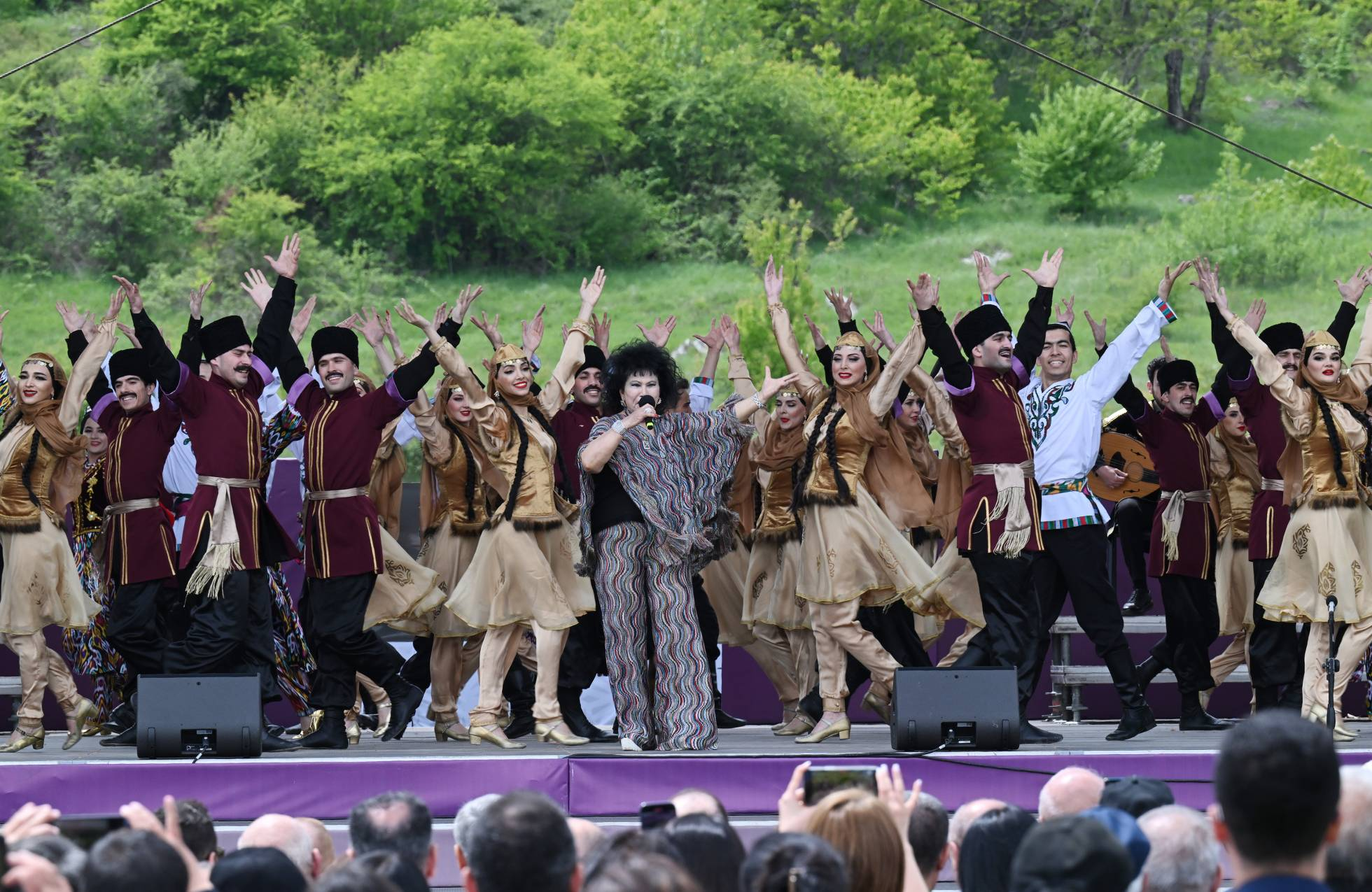
Выступление на фестивале «Харыбюльбюль» в Шуше, 11 мая 2024 года

Наибольшего успеха добилась в музыкальном жанре эстрады. В её репертуар входят песни Тофика Кулиева, Арифа Меликова, Алекпера Тагиева, Эмина Сабитоглу, Кара Караева, Фикрета Амирова и других известных композиторов. Важное место в репертуаре певицы занимают и песни собственного сочинения — «Меним урейим», «Бэс не дейим» и другие. Исполняла песни на русском («Калинка»), армянском («Нунэ»), украинском, молдавском, грузинском («Долера»), фарси («Эй голе ман»), пушту («Чекре»), арабском, китайском, индийском, японском («Дарика санга»), греческом («Эла мо»), турецком («Сэни яланчы») и на многих других языках.
Большую популярность обрела также за пределами Азербайджана. За многие годы своей карьеры певица с успехом посетила республики бывшего Советского Союза, Чехию, Словакию, Румынию, Венгрию, Польшу, Францию, Испанию, Канаду, Италию, Швецию, Швейцарию, Данию, Турцию, Ирак, Афганистан, Японию, США, Йемен, Сирию, Ливан, Кувейт и другие страны.
Важную роль в репертуаре Зейнаб Ханларовой занимают мугамы. Ханенде профессионально исполнила мугамы «Чаргях» («Чахаргях»), «Махур-хинди», «Гатар», «Харидж сегях», «Хумаюн», «Баяты-Кюрд», «Шахназ», «Баяты Шираз», теснифы «Шур» и «Дилкеш».
На сцене Азербайджанского государственного театра оперы и балета создала запоминающиеся образы Лейли и Асли в операх У. Гаджибекова «Лейли и Меджнун» и «Асли и Керем», Арабзанги в опере М. Магомаева «Шах Исмаил», Санем в опере («Скала невест» Ш. Ахундовой) и др..
С песнями певицы выпущено 38 пластинок.

### Общественная жизнь

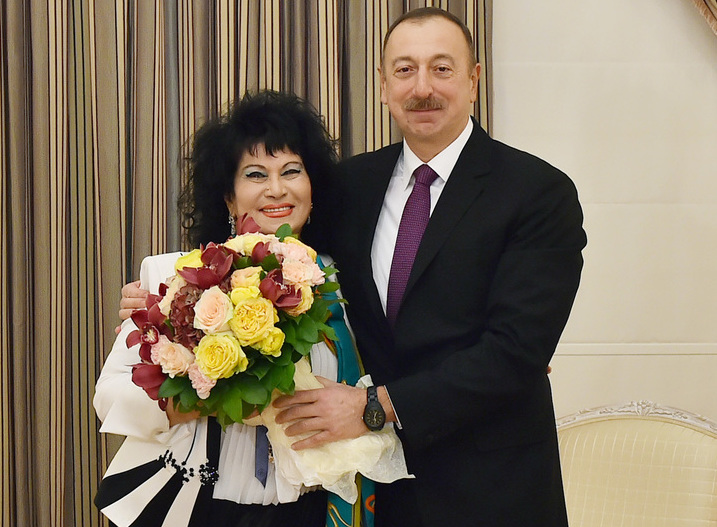
Награждение орденом Гейдара Алиева, декабрь 2016 года

24 февраля 1985 года избрана по Мирбаширскому округу № 333 в Верховный Совет Азербайджанской ССР XI созыва, стала членом Комиссии по культуре Верховного Совета. 30 сентября 1990 года избрана депутатом Верховного Совета Азербайджанской ССР XII созыва от Бакинского округа № 266.
12 ноября 1995 года избрана в Милли Меджлис от Тертерского избирательного округа № 86, 5 ноября 2000 — от Кобустан-Хызы-Сиязанского округа № 62, 6 ноября 2005 — от Кобустан-Хызы-Кубинского округа № 50, 7 ноября 2010 и 1 ноября 2015 — от Кобустан-Хызы-Сумгаитского округа № 50. В 2020 году не переизбиралась. В 1995—2020 годах являлась членом Комиссии по культуре Милли Меджлиса.

### Семья
- Отец — Яхья Аслан оглы Ханларов (1890—1968), рабочий на Бакинских нефтепромыслах, родом из современного Шемахинского района[17].
- Мать — Периджаган Иса кызы Ханларова, домохозяйка, родом из Хызы.
- Муж (с 1975) — Селим Аббас оглы Бабаев, работал на руководящих должностях в системе рыбного хозяйства[18], в 1998—2001 годах президент государственного концерна «Азрыба».
- Дети — Рамин (1975) и Рамал (1978) Бабаевы.

## Награды и звания
- Орден «Гейдар Алиев» (26 декабря 2016 года) — за особые заслуги в развитии азербайджанской культуры[19]
- Орден «Независимость» (26 декабря 2006 года) — за большие заслуги в развитии азербайджанской музыкальной культуры[20]
- Орден «Слава» (27 декабря 1996 года)
- Орден Дружбы народов (26 декабря 1986 года) — за заслуги в развитии советского музыкального искусства[21]
- Орден «Знак Почёта» (2 июля 1971 года)
- Народная артистка СССР (28 июля 1980 года) — за большие достижения в развитии советского музыкального искусства[22]
- Народная артистка Азербайджанской ССР (24 марта 1975 года) — за большие заслуги в развитии азербайджанской советской музыкального и исполнительского искусства
- Заслуженная артистка Азербайджанской ССР (7 июля 1967)
- Народная артистка Армянской ССР (15 марта 1978 года) — за заслуги в развитии культурных отношений между Армянской и Азербайджанской ССР и высокое исполнительское мастерство[23]
- Почётный диплом Президента Азербайджанской Республики (28 декабря 2011 года) — за большие заслуги в пропаганде азербайджанской культуры[24]
- Государственная премия Азербайджанской ССР (26 апреля 1988 года) — за концертные программы
- Почётный приз «Золотой диск» Всесоюзной фирмы грампластинок «Мелодия» (18 февраля 1986 года) — за грамзаписи азербайджанских песен и песен народов Востока[6]
- Персональная пенсия Президента Азербайджанской Республики (1 апреля 2005 года)[25]

## Дискография

### Альбомы
- «Азербайджанские песни и мугамы» (1962; Мелодия, СССР)
- «Зейнаб Ханларова» (1966; Мелодия, СССР)
- «Песни Алекпера Тагиева» (1967; Мелодия, СССР)
- «Зейнаб Ханларова» (1969; Мелодия, СССР)
- «Песни А. Тагиева» (1973; Мелодия, СССР)
- «Поёт Зейнаб Ханларова» (1974; Мелодия, СССР)
- «Зейнаб Ханларова» (1975; Мелодия, СССР)
- «Зейнаб Ханларова» (1977; Мелодия, СССР)
- «Зейнаб Ханларова» (1977; Мелодия, СССР)
- «Zeynep Hanlarova» (1978; Odeon, Турция)
- «Песни Эмина Сабит Оглы» (1982; Мелодия, СССР)
- «Молодость моя» (1982; Мелодия, СССР)

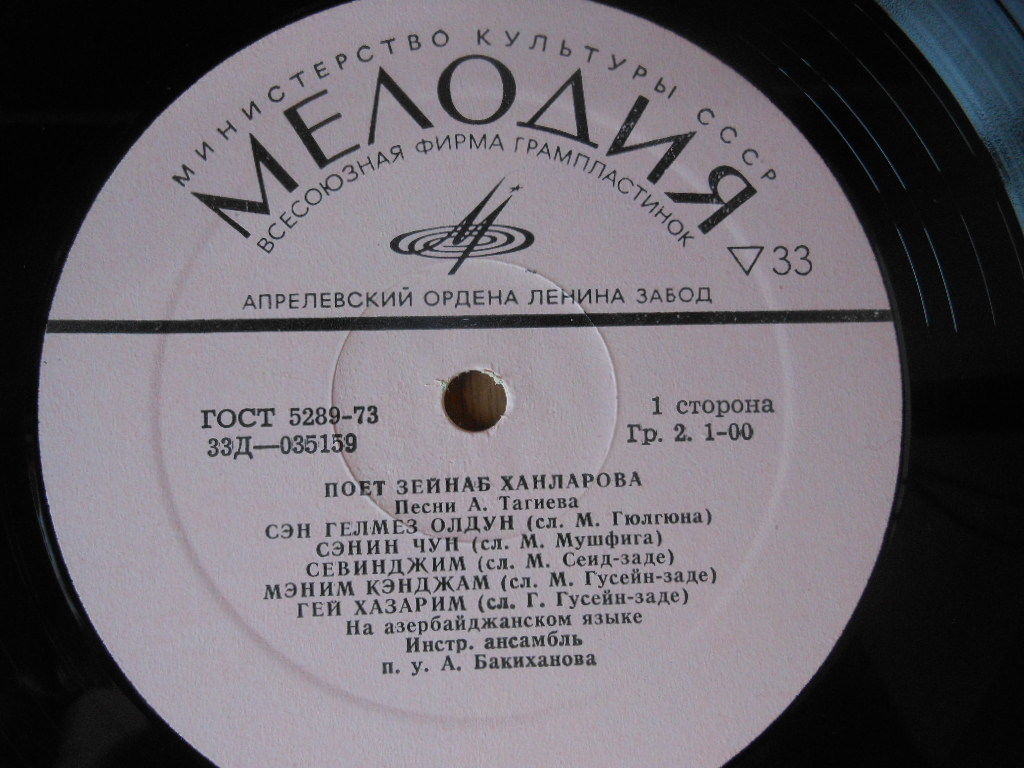
Одна из пластинок с песнями Зейнаб Ханларовой

### Миньоны и синглы
- «Зейнаб Ханларова» (1963; Мугам, СССР)
- «Азербайджанские песни» (1965; Мелодия, СССР)
- «Азербайджанские песни» (1965; Мелодия, СССР)
- «Азербайджанские песни» (1965; Мелодия, СССР)
- «Азербайджанские песни» (1965; Мелодия, СССР)
- «Zeynep Hanlarova» (1969; Azeri, Турция)
- «Zeynep Hanlarova» (1969; Arkon, Турция)
- «Keşke Seni Sevmeseydim/Seni Yalançı Seni» (1969; Sinan Plak, Турция)
- «Nergizim/Sebine» (1969; Sinan Plak, Турция)
- «Поёт Зейнаб Ханларова» (1973; Мелодия, СССР)
- «Поёт Зейнаб Ханларова» (1973; Мелодия, СССР)
- «Поёт Зейнаб Ханларова» (1975; Мелодия, СССР)
- «Поёт Зейнаб Ханларова» (1975; Мелодия, СССР)

## Фильмография
- 1970 — «Ритмы Апшерона» (фильм-концерт)[26]
- 1970 — «Встреча на свадьбе» (фильм-концерт)
- 1971 — «Концертная программа» (фильм-концерт)
- 1979 — «Чудак» (вокал)
- 1981 — «Поющая земля»[27]
- 1981 — «Аккорды долгой жизни» [27]
- 1982 — «Здравствуй, Зейнаб!» (фильм-концерт)
- 1984 — «Требование» (вокал)
- 1995 — «Гаджи Ариф»[26]
- 2000 — «Шеирин хазриси» (непереводимо)
- 2000 — «Рука Алиева»
- 2003 — «Спаситель. Фильм третий»
- 2007 — «Формула победы»
- 2007 — «Я не устал. Ровшан Беджат»

## Комментарии
1. ↑  Гайнатма — переливчатое звучание, создаваемое быстрым и многократным чередованием звуков.

### Книги
- Ханларова Зејнәб Јәһја гызы // Азәрбајҹан Совет Енсиклопедијасы (азерб.) / Ч. Б. Гулијев. — Бакы: Азәрбајҹан Совет Енсиклопедијасы, 1987. — Т. X ҹилд: Фрост — Шүштәр. — С. 51.
- Ханларова Зейнаб Яхья кызы // Музыкальная энциклопедия. — М., 1982. — Т. 6. — С. 960.
- Рахман-заде Фазиль. Сердце, упоенное песней. — Баку: Ишыг, 1985. — 174 с.
- Байрамова Алла. Женщины в музыкальной жизни Азербайджана. — Баку, 2004. — С. 72—73.
- Депутаты Верховного Совета Азербайджанской ССР. Одиннадцатый созыв. — Баку: Азернешр, 1986.
- Кязим-заде Айдын. Азербайджанское кино — 1 (каталог фильмов 1898—2002). — Баку, 2003.
- Кязим-заде Айдын. Наш Азербайджанфильм. 1923—2003 года. — Баку, 2004.

### Статьи
- Варжапетян В. Несмолкающая песня // Огонёк : журнал. — 1977. — 6 января (№ 10).
- Джафар-заде Азиза. Солнечное сердце // Литературный Азербайджан. — 1978. — С. 66—68.
- Гасан-заде Нариман. Звезда нашей песни // Коммунист. — Баку, 1980. — 30 июля. — С. 4.
- Информация Центрального Избирательного Комитета по выборам народных депутатов Азербайджанской ССР // Коммунист. — Баку, 1990. — 10 октября. — С. 3.

### Документы
- Указ Президиума Верховного Совета СССР «О награждении тов. Ханларовой З. Я. орденом Дружбы народов» от 26 декабря 1986 г.  // Ведомости Верховного Совета СССР. — 07.01.1987. — № 1 (2387). — С. 15.
- Указ Президиума Верховного Совета СССР «О присвоении почётного звания «Народный артист СССР» тов. Ханларовой З. Я.» от 28 июля 1980 г.  // Ведомости Верховного Совета СССР. — 06.08.1980. — № 32 (2054). — С. 5.
- «О награждении З. Я. Ханларовой орденом Гейдара Алиева» : Азербайджанская Республика — Баку, 2016.
- «О награждении З. Я. Ханларовой Почётным дипломом Президента Азербайджанской Республики» : Азербайджанская Республика — Баку, 2011.
- «О награждении З. Я. Ханларовой орденом Независимости» : Азербайджанская Республика — Баку, 2006.